# Talorc I dei Pitti
Talorc, figlio di Aniel (... – 456 circa), è stato secondo le liste regali, sovrano dei Pitti e secondo la Cronaca dei Pitti regnò per quattro o due anni tra Drest figlio di Erp e il fratello di questo, Nechtan.